# 双辽种羊场
双辽种羊场位于吉林省四平市双辽市，是四平辽河农垦管理区下辖的农垦企业，其辖区亦是双辽市的类似乡级单位。
2018年双辽种羊场7个社区划入玻璃山镇属地管理。

## 行政区划
下辖以下地区：
双辽种羊场一分场、双辽种羊场二分场、双辽种羊场三分场、双辽种羊场四分场、双辽种羊场五分场和双辽种羊场六分场。